# 星野暁
星野 暁（ほしの さとる、1945年 - ）は日本の陶芸家・研究者。
新潟県見附市生まれ。1971年、立命館大学卒業後、藤平陶芸へ。その後、イースト・シドニー・テクニカル・カレッジ客員準教授（オーストラリア）、キャンベラ・スクール・オブ・アート客員準教授（オーストラリア）、大阪産業大学工学部環境デザイン学科教授。2003年退職。
星野の作品は国内外で幅広い支持を得ており、多くの作品が内外の主要博物館に収蔵されている。

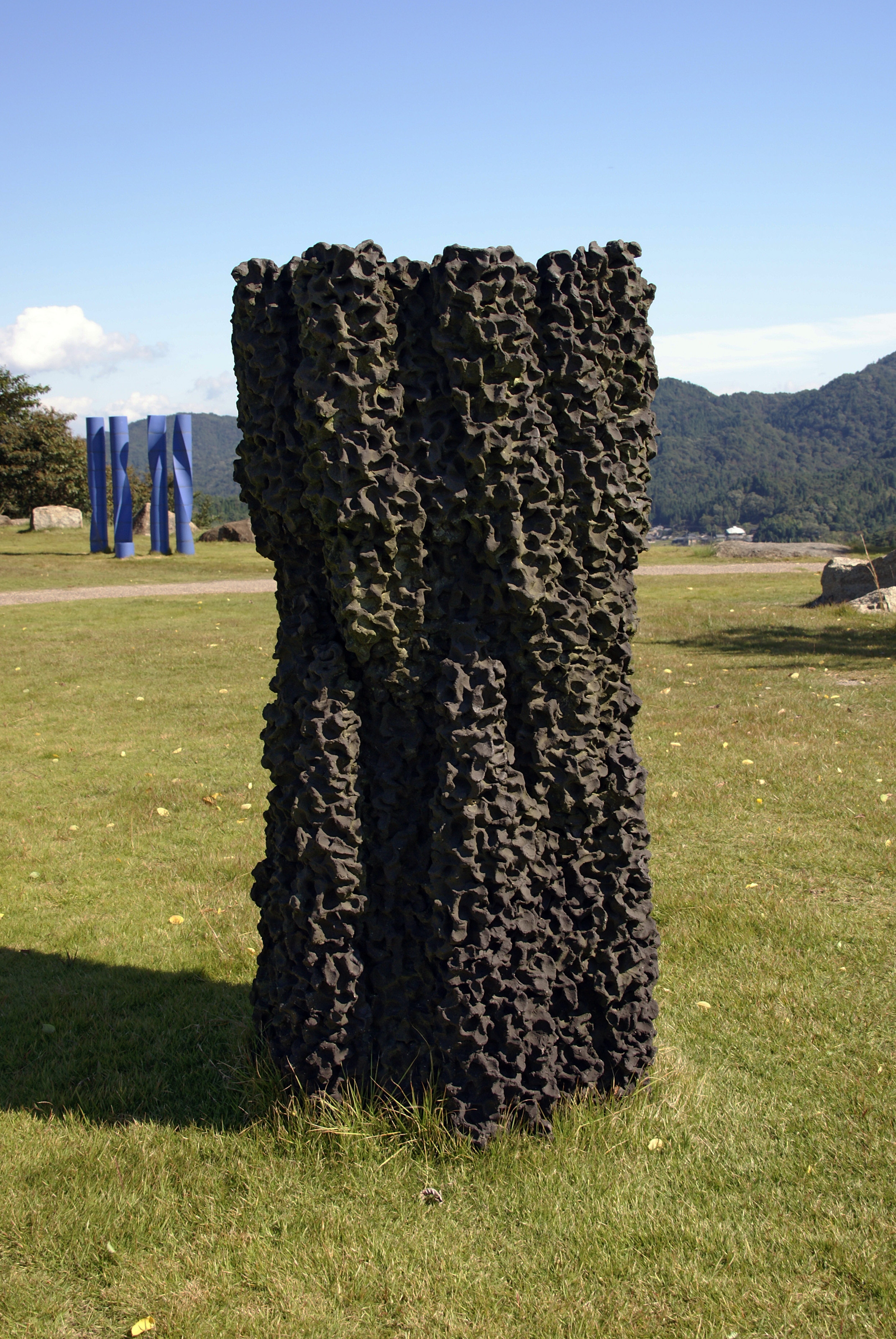
古代緑地の雨（1998年、滋賀県立陶芸の森

## 主な受賞歴
- 第5回日本陶芸展（文部大臣賞）
- 第2回ジャパン・エンバ芸術コンクール展（優秀賞）
- 第4回京都彫刻選抜展（京都府買上賞）
- 第1回世界トリエンナーレ陶芸小品展（名誉賞）
- サントリー美術館大賞展 1998−挑むかたち−（佐治奨励賞）